# Recopa Sudamericana
La Recopa Sudamericana è un trofeo calcistico sudamericano, che, dal 2003, viene assegnato al termine di due partite che mettono di fronte i vincitori della Coppa Libertadores e della Coppa Sudamericana dell'anno precedente. Tra il 1989 e il 1998 si affrontavano, invece, il vincitore della Libertadores con quello della Supercoppa Sudamericana. Dal 1999 al 2002 non è stata disputata, poiché la Supercoppa cessò di esistere nel 1997.

## Albo d'oro
- 1989:  Nacional (1º)
- 1990:  Boca Juniors (1º)
- 1991:  Olimpia (1º)
- 1992:  Colo-Colo (1º)
- 1993:  San Paolo (1º)
- 1994:  San Paolo (2º)
- 1995:  Independiente (1º)
- 1996:  Grêmio (1º)
- 1997:  Vélez Sarsfield (1º)
- 1998:  Cruzeiro (1º)
- 1999-2002: Non disputata
- 2003:  Olimpia (2º)
- 2004:  Cienciano (1º)
- 2005:  Boca Juniors (2º)
- 2006:  Boca Juniors (3º)
- 2007:  Internacional (1º)
- 2008:  Boca Juniors (4º)
- 2009:  LDU Quito (1º)
- 2010:  LDU Quito (2º)
- 2011:  Internacional (2º)
- 2012:  Santos (1º)
- 2013:  Corinthians (1º)
- 2014:  Atlético Mineiro (1º)
- 2015:  River Plate (1º)
- 2016:  River Plate (2º)
- 2017:  Atlético Nacional (1º)
- 2018:  Grêmio (2º)
- 2019:  River Plate (3º)
- 2020:  Flamengo (1º)
- 2021:  Defensa y Justicia (1º)
- 2022:   Palmeiras (1º)
- 2023:   Independiente del Valle (1º)
- 2024:   Fluminense (1º)
- 2025:   Racing Club (1º)

### Vittorie per squadra
| Squadra                 | Vittorie | Secondi posti |
| ----------------------- | -------- | ------------- |
| Boca Juniors            | 4        | 1             |
| River Plate             | 3        | 2             |
| San Paolo               | 2        | 2             |
| Internacional           | 2        | 1             |
| LDU Quito               | 2        | 1             |
| Olimpia                 | 2        | 0             |
| Grêmio                  | 2        | 0             |
| Cruzeiro                | 1        | 2             |
| Independiente           | 1        | 3             |
| Atlético Nacional       | 1        | 1             |
| Vélez Sarsfield         | 1        | 1             |
| Palmeiras               | 1        | 1             |
| Independiente del Valle | 1        | 1             |
| Flamengo                | 1        | 1             |
| Cienciano               | 1        | 0             |
| Colo-Colo               | 1        | 0             |
| Nacional                | 1        | 0             |
| Santos                  | 1        | 0             |
| Corinthians             | 1        | 0             |
| Atlético Mineiro        | 1        | 0             |
| Defensa y Justicia      | 1        | 0             |
| Fluminense              | 1        | 0             |
| Racing Club             | 1        | 0             |

### Vittorie per nazione
| Nazione   | Vittorie | Secondi posti |
| --------- | -------- | ------------- |
| Brasile   | 13       | 12            |
| Argentina | 11       | 13            |
| Ecuador   | 3        | 2             |
| Paraguay  | 2        | 0             |
| Colombia  | 1        | 4             |
| Cile      | 1        | 1             |
| Perù      | 1        | 0             |
| Uruguay   | 1        | 0             |
| Messico   | 0        | 1             |